# Arverne (Queens)
Arverne es un vecindario del distrito de Queens de la ciudad de Nueva York (Estados Unidos), ubicado en la península de Rockaway. El vecindario fue desarrollado por Remington Vernam, que inspiró el nombre del barrio.
Arverne se encuentra en el Distrito Comunitario 13 de Queens y su código postal es 11692. Está patrullada por la 100.ª comisaría de la policía de Nueva York.

## Historia
Después de la epidemia de cólera en Nueva York, se crea Arverne para albergar a los neoyorquinos adinerados.
La construcción del vecindario no estuvo exento de problemas, debido principalmente a la confusión y disputas de los títulos de propiedad del lugar.
La expansión en la ciudad llegó cuando se creó la estación Gaston Avenue del Ferrocarril de Long Island en 1887.  El plan original de Vernam era construir un canal que atravesara el vecindario. La idea no prosperó, construyéndose en su lugar la avenida principal.

## Demografía
Según los datos del censo de Estados Unidos de 2010, la población de Arverne era de 36 885 personas. Tiene una superficie de 1474,08 hectáreas (14,74 km²) y una densidad de 25 habitantes por acre (15 970 por milla cuadrada; 6166 por km²).
Las razas de los habitantes del barrio era el 15,51% (5722) blancos, el 23,62% (8712) era hispánico o latino, el 54,68% (20 168) afroamericano, el 0,28% (105) nativo americano, el 2,79% (1029) era asiático, el 3,08% (1138) de otras razas.
En 2010, los Ingreso familiar per cápita era de USD 36 875. En 2018, según una estimación según un informe del Departamento de Salud e Higiene Mental de la Ciudad de Nueva York, la población tenía una expectación de vida mediana de 76,5 años.

## Policía y criminalidad
Arverne está patrullada por la 100.ª comisaría del NYPD. La 100.ª comisaría obtuvo el décimo lugar de 69 áreas patrulladas más seguras por delitos per-cápita en el año 2010. En 2018, obtuvo una tasa de asalto no fatal de 71 por 100 000 personas, mientras que la tasa de encarcelamiento es de 824 por 100 000 personas siendo más altas comparadas con otras ciudades.
Según un informe de 2018, La tasa de criminalidad en Arverne con respecto al año 1990 ha bajado en un 81,3%. En 2018, en el distrito sólo se informaron 2 asesinatos, 5 violaciones, 93 agresiones graves, 161 robos con intimidación, 59 robos y 17 robos de automóviles.